# Кинематографија Јужноафричке Републике
Кинематографија Јужноафричке Републике односи се на филмове и филмску индустрију јужноафричке нације. Многи страни филмови су снимљени о Јужној Африци (обично укључују расне односе).
Први јужноафрички филм који је постигао међународно признање и признање била је комедија Богови су пали на теме из 1980. коју је написао, продуцирао и режирао Џејми Ујс. Смештен у Калахарију, прича о томе како се живот у заједници Бушмена мења када флаша кока-коле, избачена из авиона, изненада слети са неба. Упркос чињеници да је филм представио нетачну перспективу народа Којсан, уоквирујући их као примитивно друштво просветљено модерношћу флаше кока-коле која пада. Покојни Џејми Ујс, који је написао и режирао Богови су пали на теме, такође је имао успеха у иностранству током 1970-их са својим филмовима Смешни народ и Смешни народ 2, сличним ТВ серији Скривена камера у Сједињеним Државама.
Још један филм високог профила који приказује Јужну Африку последњих година био је Дистрикт 9 . Режирао је Нил Бломкамп, рођени Јужноафриканац, и продуцирао редитељ трилогије Господар прстенова Питер Џексон, акциони/научно-фантастични филм приказује подкласу ванземаљаца примораних да живе у сиротињским четвртима Јоханесбурга у ономе што су многи видели као стваралачка алегорија за апартхејд . Филм је био критичарски и комерцијални успех широм света и био је номинован за четири Оскара, укључујући најбољи филм, на 82. додели Оскара.

## Ера немих филмова
Први филмски студио у Јужној Африци, Киларнеј, основао је 1915. године у Јоханесбургу амерички пословни тајкун Исидор В. Шлесингер када је отпутовао у Јужну Африку против жеље своје породице након што је прочитао о открићу злата и био заинтересован за истражујући шта је могао да пронађе.
Током 1910-их и 1920-их, значајна количина јужноафричких филмова снимљена је у Дурбану или око њега . Ови филмови су често користили драматичне сценографије доступне у руралним областима Квазулу-Натал, посебно у региону Дракенсберг. Квазулу-Натал је такође служио као одговарајућа локација за историјске филмове као што су Освајајући континент (1916) и Симбол жртвовања (1918). Амерички редитељ Лоримјер Џонстон режирао је неколико филмова на том подручју крајем 1910-их у којима су глумиле америчке глумице Една Флуграт и Каролин Франсес Куке. Упркос учешћу Џонсона, Флугратове и Кукове, ово су биле јужноафричке продукције са локалним глумцима и причама.

## Ера звучних филмова
Сари Мараис, први звучни филм на афричком језику, објављен је 1931. Наредна звучна издања, као што су Срнећи стомак (1948), римејк Сарие Мараис из 1949, и Далеко у Бушвелду (1950), наставила су да се баве првенствено белом публиком која говори африкаанс.
Током 1950-их, међународни филмски ствараоци све чешће користе јужноафричке локације и таленте. Британске копродукције као што је Обала скелета (1956) и америчке копродукције као што је Афера Кејптаун (1967) одражавале су растући тренд снимања на стварним локацијама.

## Међународне продукције
Од 2009. године, међународни филмски студији све више користе јужноафричке локације и таленте. Америчке продукције попут Дистрикт 9 (2009), Осветници: Ера Алтрона (2015), Томб Рајдер (2018), Штанд за пољупце (2018), Лавиринт - Лек смрти (2018), Соба за бекство (2019) и Бладшот (2020) одражавају растући тренд великих међународних кућа да користе Кејптаун, Јоханесбург и друге јужноафричке локације за своје филмске продукције.